# Sinchari
Sinchari (gr. Συγχαρί, tur. Kaynakköy) – wieś na Cyprze, w dystrykcie Kirenia. Obecnie znajduje się w granicach Cypru Północnego. Jej populacja na rok 2011 wynosiła 290 osób. 